# Лоцманський катер

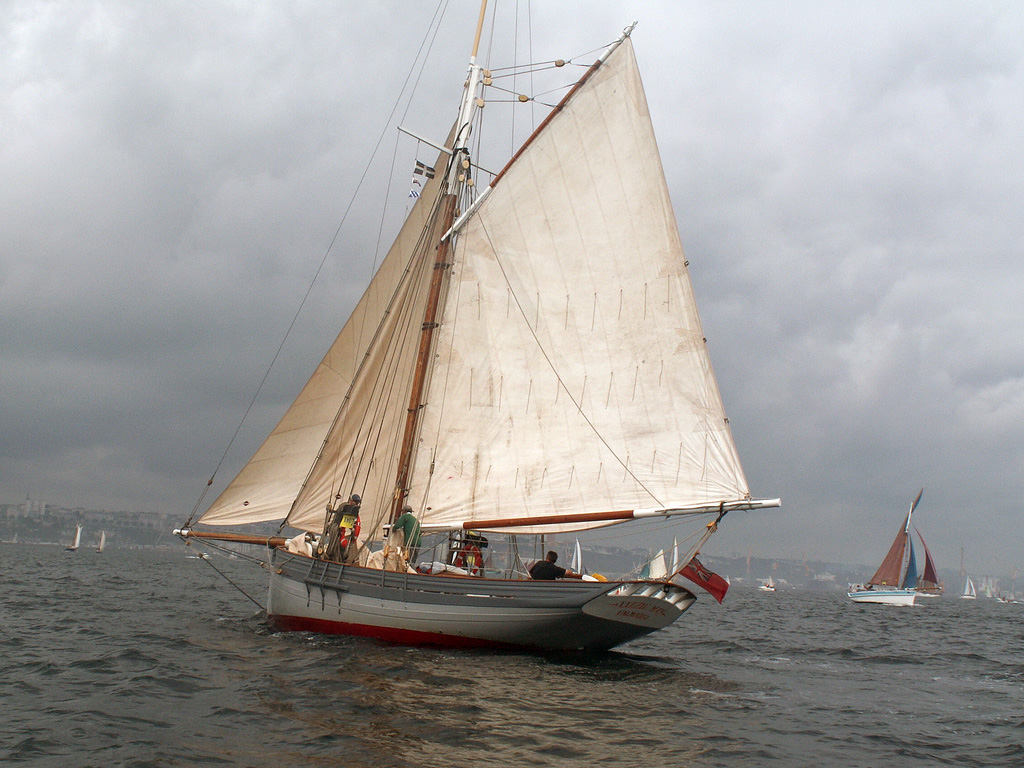
Дерев'яний лоцманський катер Ліззі Мей під вітрилом у Бресті, Франція

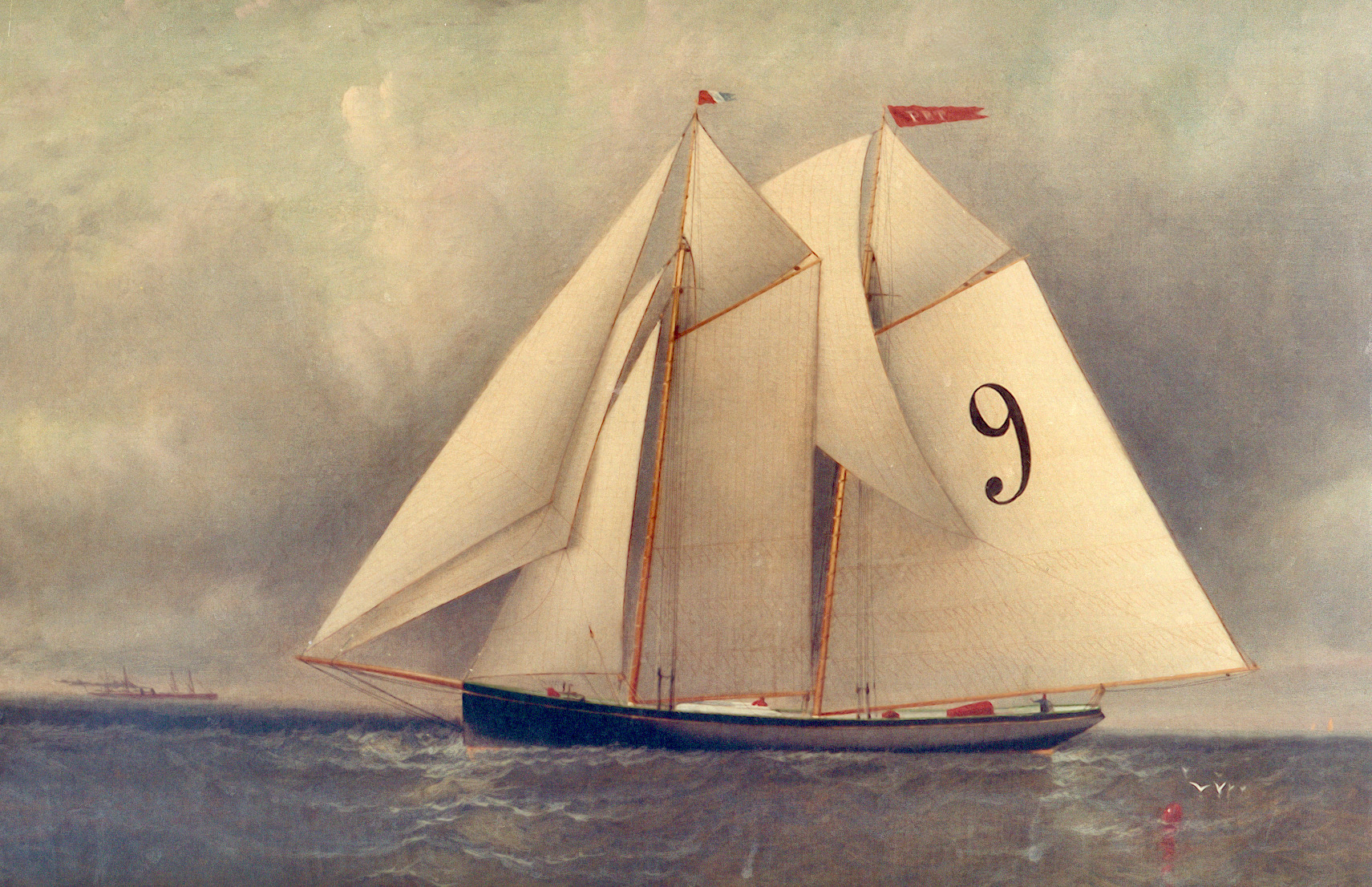
Нью-Йоркський лоцман Sandy Hook Boat Pet, № 9.

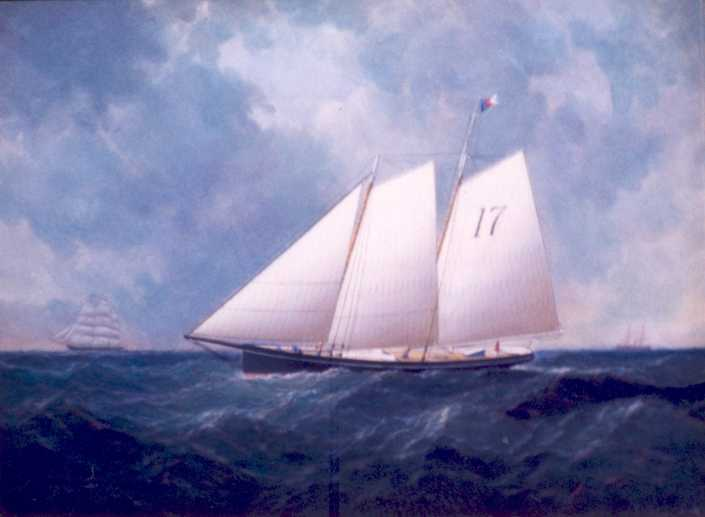
Нью-Йоркська лоцманська шхуна № 17 Fannie, художник Конрад Фрайтаг

Лоцманський катер — тип човнів, який використовується для перевезення лоцманів між сушею та кораблями, якими вони керують. Лоцманські човни колись були вітрильними, і повинні були бути швидкими, тому що перший лоцман, який дістався до корабля, отримував роботу.

## Історія
Лоцмани та робочі функції лоцмана сягають античних часів, коли капітани кораблів наймали місцевих досвідчених рибалок, щоб безпечно доставляти свої судна в порт. Зрештою, у світлі необхідності регулювати процес роботи та забезпечити належне страхування лоцманів, гавані видавали ліцензії лоцманам.
Незважаючи на те, що лоцмани отримали ліцензію на роботу в межах своєї юрисдикції, вони, як правило, були самозайнятими, а це означає, що вони мали мати швидкий транспорт, щоб доставити їх із порту до кораблів, що прибули. Оскільки пілоти часто мали подвійну роботу, вони використовували власні рибальські човни, щоб дістатися до суден. Але рибальські човни були важкими робочими човнами, наповненими рибальським обладнанням, тому потрібен був новий тип човна.
Ранні човни були розроблені з однощоглових катерів і подвійних щоглових йолів, які згодом перетворили у спеціалізовані катери. Це були фактично легкі та надпотужні однощоглові човни з великими кілями під крутим кутом зглибокою осадкою під двигуном і малою осадкою на легших вітрилах.
Якщо вірити легенді, першим офіційним лоцманом Бристольської затоки був капітан баржі Джордж Джеймс Рей, призначений Бристольською корпорацією в травні 1497 року лоцманом корабля «Матвій» Джона Кебота. У 1837 році лоцман Джордж Рей керував кораблем SS Great Western Ісамбада Брунеля, а в 1844 році Вільям Рей пілотував більший корабель SS Great Britain під час його першого рейсу. 